# Jacob Quina
Jacob Quina (Amsterdam, 1588 – ...) è stato un pittore olandese del secolo d'oro.

## Biografia
Figlio di Carel, originario d'Anversa, e padre di Jacob, fu attivo nella sua città natale e, dal 1607, ad Anversa, dove fu apprendista di David Vinckboons.
Si conosce poco della vita di quest'artista: non sono nemmeno state identificate opere da lui eseguite, anche se è noto che operasse utilizzando la tecnica della pittura a olio.